# Eduard van Arkel

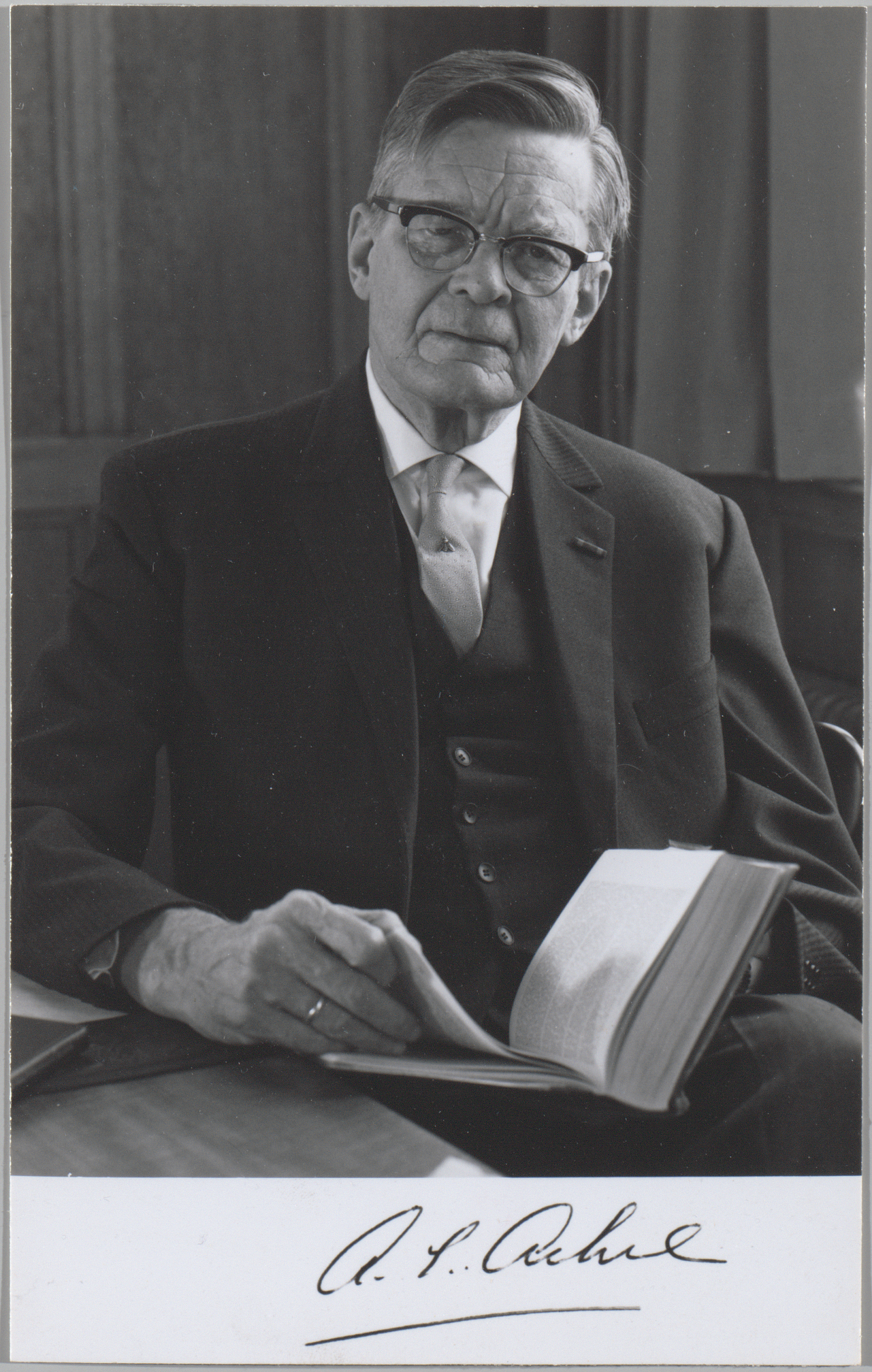
A.E. van Arkel

Anton Eduard van Arkel (* 19. November 1893 in ’s-Gravenzande; † 14. März 1976 in Leiden) war ein niederländischer Chemiker.

## Leben
Anton Eduard war der Sohn des Arztes Dirk van Arkel und dessen Frau Anna Petronella Ris Lambers. Er besuchte ab 1906 das Gymnasium in Den Haag. Am 19. September 1912 begann er ein Studium der Medizin an der Universität Leiden, spezialisierte sich auf Chemie und zog im selben Jahr an die Universität Utrecht. Hier war unter anderem Hugo Rudolph Kruyt sein Lehrer. Ab 1915 arbeitete er als Assessor für anorganische Chemie in Utrecht und promovierte dort am 1. Juli 1920 mit der Arbeit Uitvlokkingssnelheid van het seleensol (deutsch: Flockungsgeschwindigkeit von Selensol) zum Doktor der Chemie. Danach erhielt er eine Assessorstelle am Pharma-therapeutischen Labor in Leiden und wurde ab 1921 am chemischen Labor der Glühlampernfabrik Philips in Eindhoven aktiv. Am 21. Juli 1934 wurde er auf die Professur der Chemie an der Universität Leiden berufen. Seine Antrittsvorlesung hielt er am 26. Oktober desselben Jahres unter dem Titel Nieuwere inzichten in de scheikunde (deutsch: Neue Einblicke in die Chemie). In der Phase der deutschen Besetzung der Niederlande im Zweiten Weltkrieg legte er am 30. Mai 1942 seine Professur nieder und wurde nach dem Krieg am 4. September 1945 in diese wieder eingesetzt. Im Akademiejahr 1955/56 wurde er Rektor der Alma Mater und hielt am 8. Februar 1956 seine Rektoratsrede Miskende Wetenschap (deutsch: Verkannte Wissenschaft). Am 11. Mai 1962 wurde er als Mitglied in die königlich niederländische Akademie der Wissenschaften aufgenommen und am 29. Mai 1964 wurde er emeritiert. 
Er entwickelte gemeinsam mit Jan Hendrik de Boer das nach beiden Forschern benannte Van-Arkel-de-Boer-Verfahren zur Gewinnung hochreiner Metalle, das besonders für Titan, Zirconium und Hafnium eingesetzt wird.

## Familie
Van Arkel heiratete am 21. Juli 1920 Henderika Geertruida Adriani (* 9. Dezember 1890 in Neede; † 22. März 1984 in Leiden), die Tochter des Derk Hendrik Nicolaus Adriani (* 3. März 1859 in Uithuizen; † 8. Dezember 1952 in Heelsum) und dessen Frau Elisabeth Maria van der Goot (* 25. September 1861 in Zaandam; † 11. August 1929 in Den Haag). Aus der Ehe stammen zwei Söhne und zwei Töchter. Von den Kindern kennt man:
- Elisabeth Maria van Arkel (* 16. Mai 1921 in Leiden)
- Anna Petronella van Arkel (* 20. August 1922 in Eindhoven) verh. Thurkow
- Dirk van Arkel (* 17. Mai 1924 in Eindhoven; † Oktober 2012) verh. mit F. D. Beckering
- Anthony Ewout (Ton) van Arkel (* 25. März 1926 in Eindhoven; † 19. August 1951 in Enkhuizen)